# 布蘭德施泰因山 (上施瓦布山脈)
47°36′3″N 14°58′58″E / 47.60083°N 14.98278°E

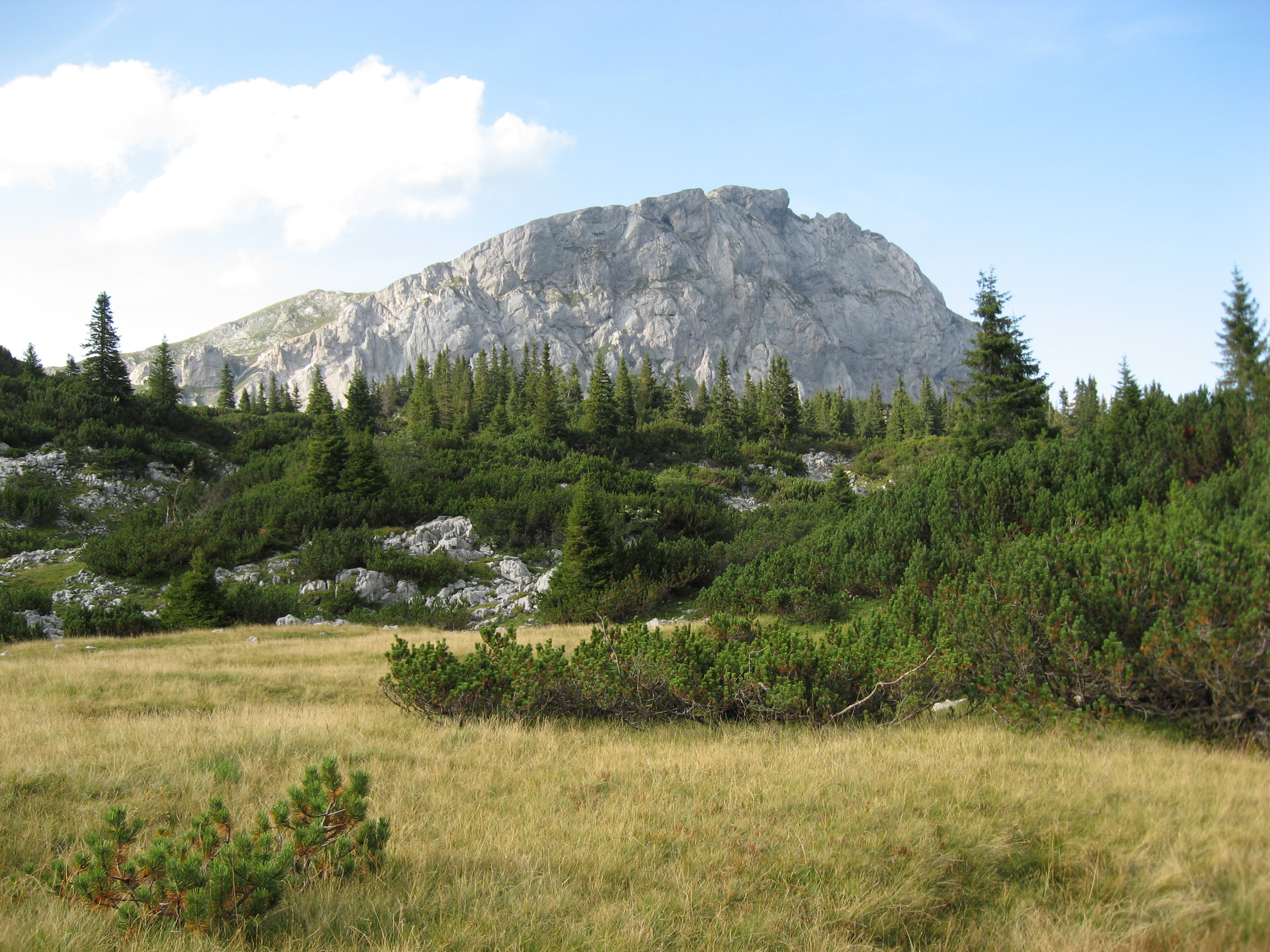

布蘭德施泰因山（德語：Brandstein），是奧地利的山峰，位於該國中部，由施泰爾馬克州負責管轄，屬於上施瓦布山脈的一部分，海拔高度2,003米。